# Fromohio
Az 1989-es Fromohio (sitilizálva fROMOHIO) a Firehose amerikai rockegyüttes harmadik nagylemeze. Karrierjük csúcspontjának tartják az albumot. Az album zenei váltást jelentett a korábbi albumokhoz képest, az együttes egy keményebb stílust talált magának.
Az album szerepel az 1001 lemez, amit hallanod kell, mielőtt meghalsz című könyvben.

## Az album dalai
|     | Cím                        | Szerző(k)                     | Hossz |
| --- | -------------------------- | ----------------------------- | ----- |
| 1.  | Riddle of the Eighties     | Mike Watt                     | 2:00  |
| 2.  | In My Mind                 | Ed Crawford                   | 2:16  |
| 3.  | Whisperin’ While Hollerin' | Watt                          | 2:04  |
| 4.  | Vastopol                   | Crawford, tradicionális       | 1:24  |
| 5.  | Mas Cajones                | Watt                          | 2:02  |
| 6.  | What Gets Heard            | Watt                          | 2:19  |
| 7.  | Let the Drummer Have Some  | George Hurley                 | 0:59  |
| 8.  | Liberty for Our Friend     | Kira Roessler, Thornton, Watt | 2:06  |
| 9.  | Time With You              | Crawford                      | 3:13  |
| 10. | If'n                       | Watt                          | 3:14  |
| 11. | Some Things                | Watt                          | 2:43  |
| 12. | Understanding              | Crawford, Roessler            | 3:12  |
| 13. | 'Nuf That S**t, George     | Hurley                        | 0:46  |
| 14. | The Softest Hammer         | Watt                          | 3:03  |

## Közreműködők
- Ed Crawford – ének, gitár, producer, design
- Mike Watt – basszusgitár, producer, hangok
- George Hurley – dob, producer
- Paul Hamann – hangmérnök
- Mary Lyon – fényképek
- Dirk Vandenberg – fényképek

## Fordítás
Ez a szócikk részben vagy egészben a Fromohio című angol Wikipédia-szócikk ezen változatának fordításán alapul.  Az eredeti cikk szerkesztőit annak laptörténete sorolja fel. Ez a jelzés csupán a megfogalmazás eredetét és a szerzői jogokat jelzi, nem szolgál a cikkben szereplő információk forrásmegjelöléseként.